# 朝鲜绘画

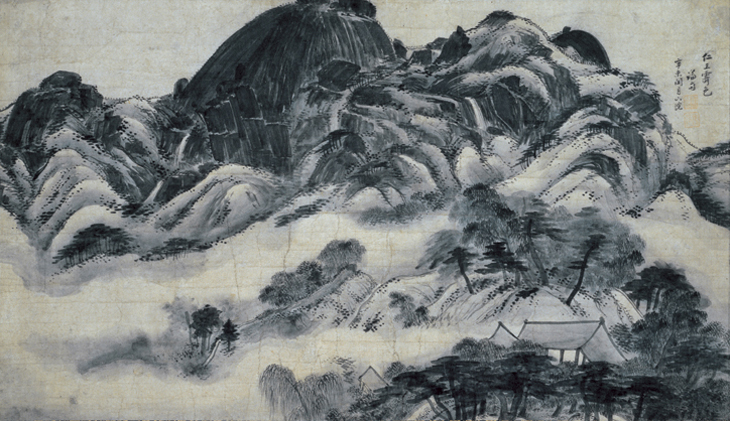
郑敾的仁王霁色图

朝鲜绘画，又称朝鲜画、韩国画，是朝鲜半岛传统文化、艺术的一部分。朝鲜半岛最原始的绘画开始于远古时期的岩刻画。三国时期，绘画已经发展成为一种专门的艺术形式，出现了以绘画为职业的画匠。这一时期的朝鲜绘画借鉴中国绘画形成自己的风格，同时也影响着日本绘画的发展。新罗统一三国后，佛教画随着佛教的兴起而成为朝鲜绘画的主流。高丽王朝时期，朝鲜绘画在统一新罗的基础上得到进一步的发展，题材与风格更加丰富。朝鲜王朝时期，朝鲜绘画进入其发展的鼎盛期，并形成了自己独具特色的风格。

## 远古时期

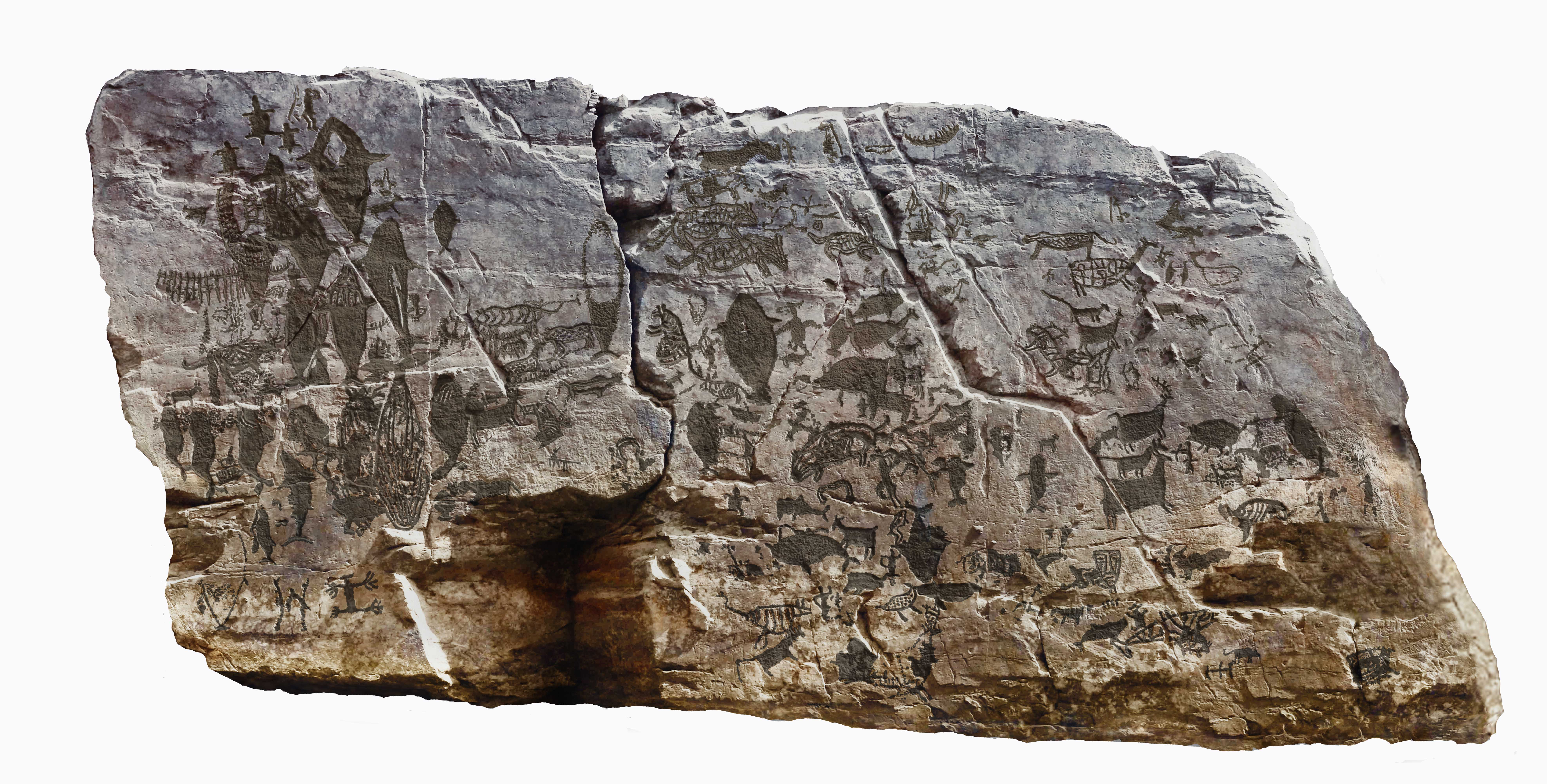
盘龟台岩刻画

朝鲜半岛最早的绘画是远古时期的岩刻画。位于韩国蔚山广域市蔚州郡彦阳邑大谷里的盘龟台岩刻画是这一时期的代表性岩画。盘龟台岩刻画描绘有鹿、虎、野猪等陆地动物和鲸、海狗、海龟等海洋动物，以及猎人狩猎，渔夫乘船捕鱼、捕鲸等场景。其中对捕鲸场景的描绘栩栩如生，反映出朝鲜先民的生活与习俗:8-12:35-42。1995年, 盘龟台岩刻画被指定为第285号韩国国宝。

## 三国时期
三国时期，绘画已经成为一种专门的艺术形式，已经出现专门从事绘画的专业画匠:191-192:148。现存三国时期的朝鲜绘画主要是墓葬壁画。代表性的高句丽古墓壁画有安岳3号墓壁画、德兴里壁画、药水里壁画、江西三墓壁画等:31-46:25。留存的百济古墓壁画很少，主要有忠清南道宋山里6号古墓和扶余郡陵山里古墓的壁画。新罗的古墓壁画更少，主要是庆州市天马塚和98号古墓出土的天马图、骑马人图和瑞鸟图等:192:149。

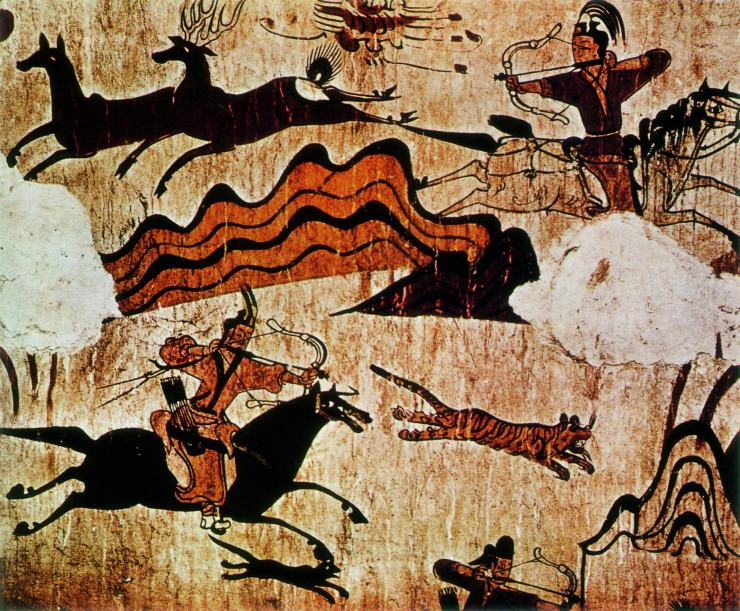
高句丽古墓壁画

三国时期的朝鲜绘画受到中国绘画的影响，但又形成了自身的风格，与此同时还影响着日本绘画的发展。百济太子阿佐在日本所画的圣德太子像被视为百济绘画的精品。此外高句丽、百济都派有多名画匠到日本作画。:192:148-149:33:45

## 统一新罗
新罗统一三国后，随着佛教的兴盛，佛教绘画成为朝鲜半岛绘画的主流:150。统一新罗还设立了掌管绘画的机构“彩典”，朝鲜绘画从此得到制度化地发展，出现了率居、金忠义等画家。据说皇龙寺内的古松壁画，芬皇寺内的观音菩萨像和晋州断俗寺维摩像都是出于率居之手:192-194:48。《三国史记》为其立传，是朝鲜正史中唯一的一位画家:179-174。
金忠义是位曾在唐朝学艺的新罗画家，曾任管理唐宫廷工艺品的少府监。唐朝画家张彦远曾评价他的画技“巧绝过人，迹皆精妙”。统一新罗还有伏麻吕、饭万吕等赴日的画家。不过统一新罗画家的作品都已失传:48。

## 高丽王朝

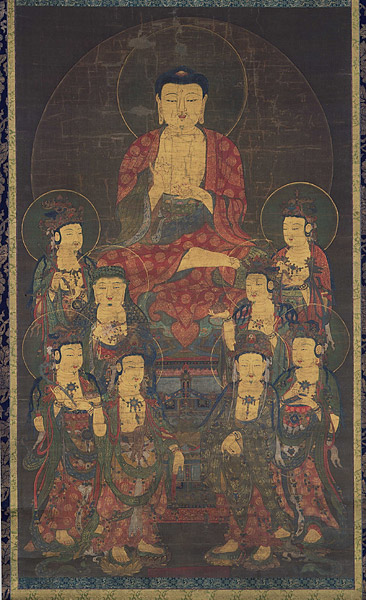
高丽佛画

高丽王朝时期，朝鲜绘画在统一新罗的基础上得到进一步的发展，题材与风格更加多样化，佛教、人物、山水、花鸟等一应俱全。高丽设有掌管绘画的机构“绘画院”，王室、贵族、僧侣都热衷于绘画，出现了诸如李宁、李光弼、慧虚、徐九方等画家。李宁在出使北宋时曾得到宋徽宗的高度评价。宋徽宗还令翰林待诏向李宁学习绘画。李宁之子李光弼亦是位深受高丽明宗褒奖的画家:98-99:150。 
高丽时期的山水画代表作品主要有李宁的《礼成江图》和《天寿寺南门图》，无名氏的《金刚山图》、《晋阳山水图》、《松都八景图》，恭愍王的《狩猎图》，李齐贤的《骑马渡江图》等。高丽的佛教绘画一般以大山大水为背景，主要代表作包括鲁英的《地藏菩萨图》，慧虚的《杨柳观音图》等。人物画和肖像画在高丽时期也很盛行，并出现了用于悬挂王族肖像画的建筑物。代表性肖像画作品是《安珦肖像画》:98-99:150-151。

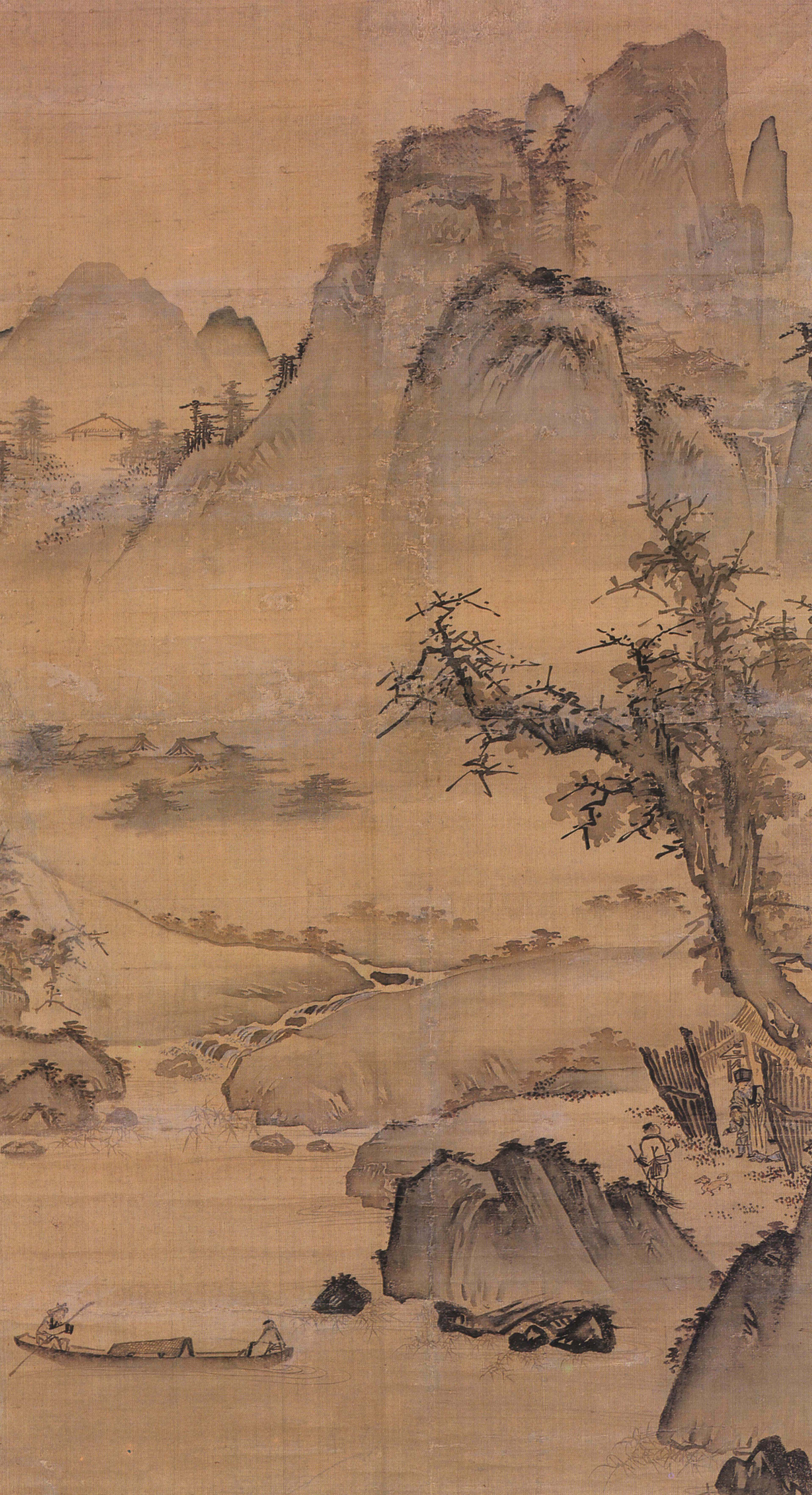
姜希颜的山水画

高丽画家除在纸、绸缎上绘画外，还在折伞上绘画。来华的高丽使节经常将绘有画的折伞作为礼品送人。传入中国的高丽绘画得到了很高的评价。宋代绘画评论家郭若虚在其《图画见闻录》中称：“惟高丽国敦尚文雅，渐染华风，至于技巧之精，他国罕比。故有丹青之妙。”元人汤厚所著的《古今画鉴》说：“高丽画观音像甚工”。:99:204

## 朝鲜王朝

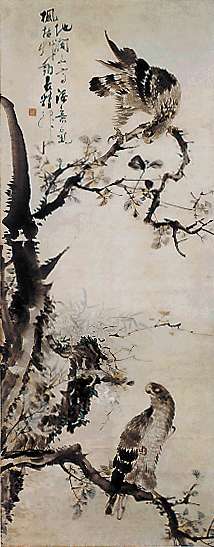
张承业的《豪鹫图》

朝鲜王朝时期是朝鲜绘画最为繁荣的时期。建国初期，朝鲜就设立了专门掌管绘画的“图画署”，通过全国范围的考试选拔画家:135:243。朝鲜王朝早期最具代表性的画家是安坚。通过借鉴郭熙、马远、夏圭等宋代中国主流画家技法，安坚集各家之所长，形成自己的风格，成为影响后世朝鲜绘画的一代大师。其主要代表作有《梦游桃源图》、《赤壁图》、《四时八景图》等。这一时期的其他代表性画家还有有着诗书画三绝之称的姜希颜，以及崔泾、李上佐等人:195-196:243-244:135:197-198。
16世纪，朝鲜出现了李岩、申师任堂、金禔等一批擅长画梅、兰、菊、竹，以及花、鸟、鱼、动物的画家，使朝鲜绘画的题材更加丰富。进入17世纪后，随着朝鲜实学的兴起，现实主义的画风开始兴起，发展成为朝鲜画的独特风格，出现了真景山水画、风俗画等写实性绘画。郑敾是真景山水画的代表性画家，有着“东方真景山水画家”之称。他的代表作《金刚全图》通过垂直线皴法描绘出其游览的金刚山，显示出与中国画截然不同的朝鲜风格。这一时期其它代表性画家还有金明国、尹斗绪、沈师正等。其中郑敾（号谦斋）、尹斗绪（字恭斋）和沈师正（字玄斋）三人字号都有个“斋”字，而被称为“士人三斋”。:252-258:198-199

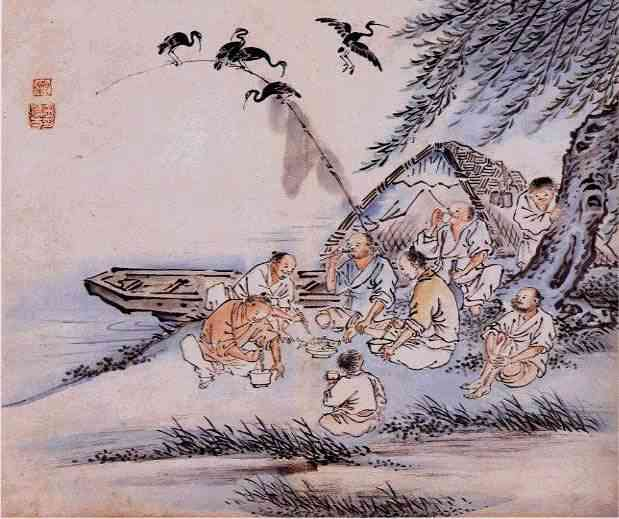
朝鲜风俗画，金得臣

18世纪，朝鲜现实主义画风达到顶峰，以现实生活为主题的风俗画空前繁荣。宫廷风俗画《城市全图》（1792年）成为集风俗画之大成作品。受其影响朝鲜又出现了《首善全图》、《京畿监营图》等:159-162。大多数的风俗画是以奴婢、农夫、手工业工匠、妓生等社会底层人物为主角。 金弘道、金得臣、申润福、赵荣祏等是朝鲜有代表性的风俗画画家。与此同时，朝鲜画坛还出现了另一种复古、拟古的极端。中国的元四家、吴门画派、清初四王开始在朝鲜受到追捧，代表性人物有姜世晃、李麟祥、申纬，以及朝鲜正祖等。这种崇尚文人书卷气的复古之风，一直延续到19世纪，并出现了金正喜、张承业等代表性人物。:258-265:200-201

## 近代

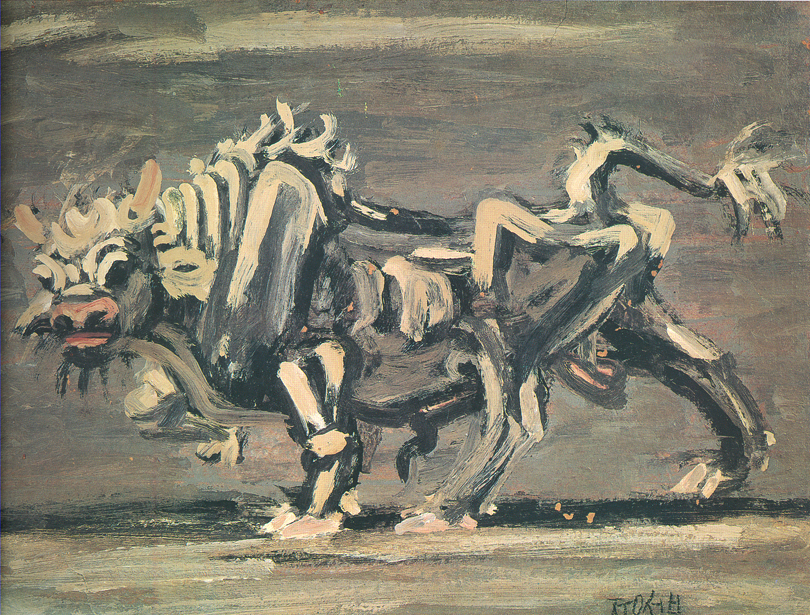
李仲燮油画作品《白牛》

朝鲜绘画史上的首幅西洋画是朝鲜画署画员金斗梁（1696-1763年）所临摹的《犬图》。近代随着西方文化的引进，西方绘画开始对朝鲜绘画产生重大影响，许多朝鲜画家开始学习西洋画。与此同时还有许多画家继续传承传统的朝鲜绘画，也有些朝鲜画家开始在两者间寻求结合点:262-263。1918年，朝鲜首家民间美术团体“西画协会”成立:318-319。
1930年代，一些朝鲜画家开始在西洋画中采用印象派画法和黄土色来体现本民族特色，并出现了具本雄、李仲燮等野兽派画家，和金焕基、刘永国等抽象主义画家。进入1940年代，朝鲜绘画个性化风格变得更加突出，但由于日本军国主义的统治，朝鲜绘画的发展被中断。:318-319